# Wilhelm Oberle
Wilhelm Oberle (* 27. Mai 1931 in Nordrach, Schwarzwald; † 6. Februar 2018 in Freiburg im Breisgau) war ein deutscher Pharmakaufmann und Gründer der Wilhelm-Oberle-Stiftung, einer gemeinnützigen Stiftung, die Menschen in Not hilft.

## Leben
Nach seiner Ausbildung zum Pharmakaufmann war Oberle unter anderem für die Firma Frauengold tätig. 1961 wechselte er zunächst als Verkaufsleiter zum pharmazeutischen Unternehmen Anton Hübner GmbH in Ehrenkirchen, das er 1968 übernahm. Bis zum Jahr 1990 baute Oberle den Betrieb, den er mit 12 Mitarbeitern und 200.000 Euro Umsatz übernommen hatte, zu einem mittelständischen Unternehmen mit zuletzt 250 Mitarbeitern und 25 Millionen Euro Jahresumsatz aus. 1990 verkaufte er das Unternehmen, war noch einige Jahre als Berater tätig, zog sich dann aber gänzlich aus dem Betrieb zurück.
Bereits 1988 gründete er die Wilhelm-Oberle-Stiftung in Staufen im Breisgau, die sich im In- und Ausland Menschen annimmt, die unverschuldet in Notlagen geraten sind. Gemeinsam mit dem Caritasverband der Erzdiözese Freiburg und dem Diakonischen Werk Baden gründete die Stiftung den „Entschuldungsfond Baden“. Oberle wirkte darüber hinaus noch als Unternehmensberater. Er lebte in Nordrach.
Wilhelm Oberle wurde 1931 in Nordrach, Schwarzwald im „Gäßle“ als Kind armer Eltern geboren. Seine karge Kindheit war geprägt vom damaligen Dorfleben und von den Kriegsjahren. Seine Schulzeit wurde wegen des kriegsbedingten Lehrermangels auf sieben Jahre reduziert. Obwohl in der Regel Klassenbester, haben die letzten Kriegsjahre den Besuch des Gymnasiums verhindert. Nach Kriegsende begann Oberle eine dreijährige kaufmännische Lehre in Zell a. H. mit begleitendem Besuch der Handelsschule in Hausach. Es folgten zwölf Berufsjahre als Kaufmann in Hornberg, Stuttgart, Frankfurt und Karlsruhe – in Betrieben verschiedener Branchen mit dem Arbeitsschwerpunkt Marketing, bald in jeweils leitender Stellung.
1961 kam der Schritt in die berufliche Selbständigkeit durch den Eintritt in einen kleinen Betrieb der Gesundheitsbranche in Ehrenkirchen bei Freiburg – und dessen volle Übernahme im Jahre 1967. So wurde Freiburg für 40 Jahre Lebensmittelpunkt, zusammen mit Ehefrau Brigitte gegründeten Familie, aus der drei Kinder hervorgingen.
In diesen arbeitsreichen Jahren ist die Firma aus kleinsten Anfängen zu einem Betrieb mit 250 Mitarbeitern und 25 Millionen Euro Jahresumsatz ausgebaut worden. Nebenher 25 Jahre Tätigkeit als Vorstandsvorsitzender des bundesweit tätigen Industrieverbandes VRH, verbunden mit Aufsichtsratspositionen und Ehrenämtern. Oberle war Ehrenvorsitzender des Verbandes VRH.
Schließlich kam es 1988 zu dem auch von der Familie mitgetragenen Beschluss das Unternehmen zu veräußern. Der weitaus größte Teil des Erlöses ging in die gemeinnützige Stiftung, die gleichzeitig mit dem Firmenverkauf gegründet wurde.
Die Neigung zum sozialen Engagement des Stifters drückte sich auch in regionalen ehrenamtlichen Tätigkeiten als Pfarrgemeinderatsvorsitzender zweier Kirchengemeinden, langjährige Vorstandstätigkeit für eine Alten- und Pflegeeinrichtung und als Präsident des Rings der Körperbehinderten in Freiburg sowie als Förderer der Vereine und des Brauchtums in seiner Heimatgemeinde Nordrach aus. Zahlreiche Ehrungen und die Verleihung des Bundesverdienstkreuzes waren eine Form der Anerkennung seines Wirkens.

## Ehrungen
- Bundesverdienstkreuz 1. Klasse
- Ehrenbürger der Gemeinde Nordrach[2]